# 한승형
한승형(1993년 11월 10일 ~ )은 대한민국의 축구 선수이자 풋살 선수이다. 축구 선수 포지션은 공격수이며 현재 FK 리그의 FS 은평 소속이다.